# ديفيد بيس
ديفيد بيس (بالإنجليزية: David Peace)‏ (مواليد 1967) هو كاتب إنجليزي. يشتهر برواياته مثل أحمر أو ميت (2013)، وقد تم اختياره كأحد أفضل البريطانيين الشباب من قبل مجلة جرانتا في قائمتهم عام 2003.

## وصلات خارجية
- ديفيد بيس على موقع IMDb (الإنجليزية)
- ديفيد بيس على موقع مونزينجر (الألمانية)
- ديفيد بيس على موقع قاعدة بيانات الفيلم (الإنجليزية)